# Квірнбах (Вестервальд)
Квірнбах (нім. Quirnbach) — громада в Німеччині, розташована в землі Рейнланд-Пфальц. Входить до складу району Вестервальд. Складова частина об'єднання громад Зельтерс (Вестервальд).
Площа — 3,08 км2. Населення становить 475 ос. (станом на 31 грудня 2020).